# Terre Tarentine
L'olio extravergine di oliva Terre Tarentine è un olio d'oliva a Denominazione di origine protetta ottenuto dalle varietà di olivo Leccino, Coratina, Ogliarola e Frantoio presenti da sole o insieme, in percentuali variabili fra loro e in misura non inferiore all'80%.
Il rimanente 20% è costituito da altre varietà minori presenti negli oliveti della zona di produzione.
Si caratterizza per il colore giallo verde, una fluidità media, un sapore fruttato con media sensazione di amaro ed una leggera sensazione di piccante.
Può essere un ottimo condimento su primi piatti con verdure, ma anche su secondi piatti di carne e di pesce.
Le operazioni di raccolta devono essere effettuate nel periodo dell'anno compreso tra i mesi di ottobre e gennaio, utilizzando procedure che effettuano il distacco delle drupe direttamente dalla pianta, mentre il trasporto al frantoio deve avvenire nella stessa giornata di raccolta, mediante contenitori che garantiscano l'integrità delle olive.
Prima della molitura, le olive possono restare nel frantoio al massimo per 72 ore, in recipienti rigidi e aerati posti in locali freschi e ventilati.
L'estrazione dell'olio ammette il solo impiego di acqua potabile ed il ricorso a processi tradizionali sia meccanici che fisici, che non alterino le caratteristiche del prodotto. L'olio può essere conservato in ambienti freschi e asciutti ad una temperatura compresa tra i 14 °C e i 20 °C, lontano da fonti di calore.
L'olio extravergine di oliva Terre Tarentine è prodotto con le olive coltivate e trasformate nei comuni di Taranto, Ginosa, Laterza, Castellaneta, Palagianello, Palagiano, Mottola, Massafra, Crispiano, Statte, Martina Franca, Monteiasi e Montemesola.
La coltivazione dell'olivo nella zona ebbe inizio per opera dei Messapi nel X secolo a.C., ma fu con le successive colonizzazioni greche e fenice che l'olivicoltura ebbe una maggiore diffusione e le tecniche di estrazione furono perfezionate. Nel Museo nazionale archeologico di Taranto si possono ammirare crateri e anfore dipinte con scene mitologiche in cui l'olivo è protagonista.